# Braemar
Pour les articles homonymes, voir Braemar (homonymie).
Braemar est un village d'Écosse situé dans l'Aberdeenshire sur les rives du fleuve Dee.
Il constitue la limite ouest de la Royal Deeside, région particulièrement prisée de la famille royale britannique puisque l'une des résidences estivales préférées de cette dernière, le château de Balmoral, se trouve à une dizaine de kilomètres du village.
Tous les ans s'y déroule un célèbre Highland Game.